# Petr Fiala
Petr Fiala (pron. ceca: [ˈpɛtr̩ ˈfɪjala]; Brno, 1º settembre 1964) è un politico ceco leader del Partito Civico Democratico (ODS) dal 2014. È membro della Camera dei Deputati dal 2013. Dal 2012 al 2013 è stato Ministro dell'Istruzione, della Gioventù e dello Sport durante il mandato del Primo Ministro Petr Nečas. Dal 17 dicembre 2021 è Presidente del Governo della Repubblica Ceca.

## Biografia
Fiala è nato a Brno ed è cresciuto in una famiglia cattolica conservatrice. Suo padre era ebreo, uno dei superstiti dell'Olocausto. Ha studiato storia e lingua ceca presso la Facoltà di Lettere dell'Università Masaryk tra il 1983 e il 1988 e dopo la laurea ha lavorato come storico in un museo a Kroměříž.
Nel 1996 è diventato docente presso l'Università Carolina di Praga e, nel 2002, è stato nominato primo professore di scienze politiche. Nel 2004, è diventato preside della facoltà di Studi Sociali e nello stesso anno è stato eletto rettore della Masaryk University. Fiala è stato rieletto nel 2008 ed è rimasto in carica fino al 2011. Mentre Fiala era rettore, l'università ha aumentato il numero di utenti a circa 45 000 studenti, diventando l'università ceca più popolare in termini di domande e ha creato un sistema nazionale per rilevare il plagio accademico. Durante questo periodo, l'Università di Masaryk ha costruito un nuovo campus da 220 milioni di euro per la biomedicina, ha aperto una stazione di ricerca in Antartide e ha coordinato un progetto del Central European Institute of Technology (CEITEC) utilizzando 5,3 miliardi di CZK dall'European Structural and Investment Fondi, lanciato nel 2011.

## Politica
Nel settembre 2011 Fiala è stato nominato assistente principale per la scienza del primo ministro Petr Nečas e il 2 maggio 2012 è stato nominato ministro dell'Istruzione, della gioventù e dello sport nel governo Nečas, carica ricoperta fino alle dimissioni di Nečas nel 2013.
Nelle elezioni legislative dell'ottobre 2013, Fiala è stato eletto come indipendente alla Camera dei Deputati. Nel 2014, Fiala ha annunciato la sua candidatura alla guida dell'ODS e il 18 gennaio 2014 è stato eletto alla guida del partito. Nel 2016 è stato rieletto leader del partito.
Fiala ha guidato l'ODS alle elezioni legislative del 2017, nelle quali il partito è arrivato secondo con l'11% dei voti. Fiala si è rifiutato di negoziare con ANO 2011 sull'adesione al successivo governo e l'ODS è rimasta all'opposizione. Il 28 novembre 2017 è stato eletto Vicepresidente della Camera dei Deputati ottenendo 116 voti su 183.
Con Fiala alla guida, l'Ods ha guadagnato terreno alle elezioni comunali del 2018 e ha vinto le elezioni al Senato dello stesso anno.
L'ODS ha guadagnato terreno anche durante le elezioni regionali del 2020. Fiala ha quindi iniziato a negoziare con KDU-ČSL e TOP 09 per formare un'alleanza elettorale per le elezioni legislative del 2021. ODS, KDU-ČSL e TOP 09 hanno raggiunto un accordo per formare un'alleanza chiamata SPOLU ("Insieme").
In vista delle elezioni, i sondaggi suggerivano che ANO 2011 avrebbe vinto, ma in uno sconvolgimento elettorale SPOLU ha vinto il maggior numero di voti e i partiti di opposizione hanno ottenuto la maggioranza dei seggi alla Camera dei deputati. I partiti di opposizione hanno firmato un memorandum accettando di nominare Fiala Primo ministro. Il 9 novembre, il presidente Miloš Zeman ha chiesto formalmente a Fiala di formare un nuovo governo. Il 17 novembre 2021 Fiala ha presentato il suo governo e Zeman ha accettato di nominare Fiala il nuovo Primo Ministro il 26 novembre 2021.
A seguito di uno slittamento dovuto all'infezione da COVID-19 del presidente Zeman, la cerimonia di nomina di Petr Fiala a primo ministro della Repubblica Ceca è avvenuta il 28 novembre 2021; ha assunto l'incarico, subentrando ad Andrej Babiš, con la nomina dei rimanenti componenti del suo governo il 17 dicembre successivo. Nonostante potesse già esercitare tutte le sue funzioni da tale data, il suo governo ha dovuto comunque ottenere la fiducia del Parlamento ceco, che è stata richiesta (e concessa) il 12 gennaio 2022.